# Верхняя Гусиха
Верхняя Гусиха — река в Челябинской и Оренбургской областях. Левый приток Урала.
Длина реки составляет 23 км. Исток примерно в 10 км к северо-западу от села Просторы Кваркенского района Оренбургской области. Направление течения — северо-западное. Среднее и нижнее течение проходит в границах Кизильского района Челябинской области.
Впадает в Урал по левому берегу в 1938 км от его устья, у южной окраины посёлка Мусин (единственный населённый пункт в бассейне).
Река пересыхающая, сток зарегулирован.

## Данные водного реестра
По данным государственного водного реестра России относится к Уральскому бассейновому округу, водохозяйственный участок реки — Урал от Магнитогорского гидроузла до Ириклинского гидроузла. Речной бассейн реки — Урал (российская часть бассейна).